# DNASE2B
DNASE2B (англ. Deoxyribonuclease 2 beta) – білок, який кодується однойменним геном, розташованим у людей на 1-й хромосомі. Довжина поліпептидного ланцюга білка становить 361 амінокислот, а молекулярна маса — 41 713.
| 10         |  | 20         |  | 30         |  | 40         |  | 50         |
| ---------- |  | ---------- |  | ---------- |  | ---------- |  | ---------- |
| MKQKMMARLL |  | RTSFALLFLG |  | LFGVLGAATI |  | SCRNEEGKAV |  | DWFTFYKLPK |
| RQNKESGETG |  | LEYLYLDSTT |  | RSWRKSEQLM |  | NDTKSVLGRT |  | LQQLYEAYAS |
| KSNNTAYLIY |  | NDGVPKPVNY |  | SRKYGHTKGL |  | LLWNRVQGFW |  | LIHSIPQFPP |
| IPEEGYDYPP |  | TGRRNGQSGI |  | CITFKYNQYE |  | AIDSQLLVCN |  | PNVYSCSIPA |
| TFHQELIHMP |  | QLCTRASSSE |  | IPGRLLTTLQ |  | SAQGQKFLHF |  | AKSDSFLDDI |
| FAAWMAQRLK |  | THLLTETWQR |  | KRQELPSNCS |  | LPYHVYNIKA |  | IKLSRHSYFS |
| SYQDHAKWCI |  | SQKGTKNRWT |  | CIGDLNRSPH |  | QAFRSGGFIC |  | TQNWQIYQAF |
| QGLVLYYESC |  | K          |  |            |  |            |  |            |

A: Аланін

C: Цистеїн

D: Аспарагінова кислота

E: Глутамінова кислота

F: Фенілаланін

G: Гліцин

H: Гістидин

I: Ізолейцин

K: Лізин

L: Лейцин

M: Метіонін

N: Аспарагін

P: Пролін

Q: Глутамін

R: Аргінін

S: Серин

T: Треонін

V: Валін

W: Триптофан

Кодований геном білок за функціями належить до гідролаз, нуклеаз, ендонуклеаз. 
Задіяний у такому біологічному процесі, як альтернативний сплайсинг. 
Локалізований у лізосомі.